# Национален археологически музей (Малта)
Националният археологически музей (на малтийски: Mużew Nazzjonali tal-Arkeoloġija) във Валета, столицата на Малта, е сред най-големите музеи в страната.
Музеят е основан през 1958 г. Курира се от фондация Heritage Malta.

## История
Открит е под името Национален музей от Агата Барбара, тогавашен министър на образованието. Първоначално музеят включва археологическата колекция на приземния етаж и изобразителното изкуство на първия етаж. Първият уредник е капитан Чарлз Г. Замит, син на видния малтийски археолог сър Темистоклес Замит.
През 1974 г. колекцията от изящни изкуства е преместена в Националния музей на изящните изкуства, новосъздаден в сградата на Адмиралтейството на Саут Стрийт, Валета, а Националният музей е преименуван на Национален археологически музей.
Музеят е ремонтиран и модернизиран през 1998 г. Артефактите са поставени в климатични дисплеи, така че изложбата да отговаря на настоящите стандарти за опазване.